# آيت عبد النبي آيت الحاج موسى (الخزازنة آيت عيسى)
آيت عبد النبي آيت الحاج موسى هو دُوَّار يقع بجماعة سيدي عبد الرزاق، إقليم الخميسات، جهة الرباط سلا القنيطرة في المملكة المغربية. ينتمي الدوّار لمشيخة الخزازنة آيت عيسى التي تضم 6 دواوير. يقدر عدد سكانه بـ 842 نسمة حسب الإحصاء الرسمي للسكان والسكنى لسنة 2004.

## وصلات خارجية
- البوابة الوطنية للجماعات الترابية
- المندوبية السامية للتخطيط